# Palác Uherské eskontní a směnárenské banky
Palác Uherské eskontní a směnárenské banky nebo také palác Roland je secesní palác v samém centru Bratislavy v centrální části Hlavního náměstí na Starém městě. Patří mezi národní kulturní památky.
V minulosti se na jeho místě nacházel mnohem menší dům, který patřil rodině Auerců z 15. století a jistý čas v něm i bydlela uherská královna Marie, která se po neúspěšné bitvě u Moháče přestěhovala do Bratislavy. V roce 1893 dům koupila Uherská eskontní a směnárenská banka, která ho v roce 1906 nechala zbourat a na jeho místě postavila secesní palác, dnes známý také pod názvem Roland. Palác byl dokončen v roce 1911 v secesním stylu.
Po rekonstrukci, která byla provedena v roce 1999 zde dnes na přízemí sídlí restaurace Roland Café, přičemž celá budova patří pojišťovně Kooperativa.